# 南昆士蘭大學
南昆士蘭大學（英語：University of Southern Queensland；簡稱USQ），亦稱南昆大，是澳大利亞昆士蘭州圖翁巴的一所綜合型大學，始建於1967年，升格大學於1992年。2000年因E化成果卓越，獲得澳大利亞《The University of the Year Award》（年度最佳大學）獎項肯定；目前學生總數24,756人，其中國際學生有7,400名。

## 历史
南昆大初於1967年設立為昆士蘭技術學院（昆士蘭科技大學前身）達令山分校；1971年升格為達令山高級教育學院；1990年南昆士蘭大學院；至1992年升格為大學。目前除了位於圖翁巴校總區之外並有兩座分校設於福瑞澤海岸及伊普斯威奇春田區。
USQ於雪梨中央商業區設有教育中心。

## 校內院系
南昆士蘭大學目前有5所學院、59個學系：
- 文學院
  - 考古學系
  - 傳播媒體學系
  - 社會服務學系
  - 文化創意學系
  - 媒體創意學系
  - 音樂學系
  - 戲劇學系
  - 視覺藝術學系
  - 編輯暨出版學系
  - 英國語文學系
  - 歷史學系
  - 國際關係學系
  - 新聞學系
  - 語文學系
  - 公共關係學系
  - 社會學系
- 商學院 
  - 會計學系
  - 經濟學系
  - 金融暨銀行學系
  - 資訊系統學系
  - 國際貿易學系
  - 法學系
  - 管理學系
  - 市場行銷學系
  - 專案管理學系
  - 資產管理學系
  - 觀光暨服務學系
- 教育學院
  - 幼兒教育學系
  - 小學教育學系
  - 中學教育學系
  - 技職教育暨訓練學系
  - 應用語言學系
- 工程暨調查學院
  - 電子暨電機學系
  - 電腦工程學系
  - 中學教育學系
  - 指令暨控管學系
  - 軟體工程學系
  - 電力工程學系
  - 機械工程學系
  - 機械電力工程學系
  - 土木工程學系
  - 農業工程學系
  - 環境工程學系
  - 調查學系
  - 地理資訊系統學系
- 理學院
  - 應用電腦科學系
  - 天文系
  - 生物醫學系
  - 電腦科學系
  - 人文物理學系
  - 資訊科學系
  - 數學系
  - 網路學系
  - 護理助產學系
  - 救護學系
  - 心理學系
  - 統計學系
  - 永續發展學系（學士後課程）
  - 釀酒科學系

## 外部連結
- 南昆士蘭大學官方網站*文學院
- 商學院
- 教育學院
- 工程暨調查學院
- （页面存档备份，存于）
- 南昆士蘭大學－雪梨教育中心 （页面存档备份，存于）
- 南昆士蘭大學學生會
- 南昆士兰大学中文官方网站 （页面存档备份，存于）